# آواز عاشقانه جی. آلفرد پروفراک
«آواز عاشقانه جی. آلفرد پروفراک» (انگلیسی: The Love Song of J. Alfred Prufrock) نخستین شعر تی. اس. الیوت، شاعر بریتانیایی زاده آمریکا بود که به‌صورت حرفه‌ای چاپ شد. این شعر افکار مختلف شخصیت عنوان را در قالب جریان سیال ذهن به هم ربط می‌دهد. الیوت در فوریه ۱۹۱۰ نوشتن این شعر را آغاز کرد و اولین بار در شماره ژوئن ۱۹۱۵ مجله پوئتری: ا مگزین آو ورس (Poetry: A Magazine of Verse) به ترغیب شاعر آمریکایی دور از وطن ازرا پاوند به چاپ رسید. این شعر بعدتر در سال ۱۹۱۷ در کتابچه ادبی پروفراک و دیگر مشاهدات (انگلیسی: Prufrock and Other Observations) به چاپ رسید که شامل دوازده شعر بود.